# Acianthera bicornuta
Acianthera bicornuta  es una especie de orquídea. Es originaria de Brasil donde se encuentra en el Cerrado en Minas Gerais.

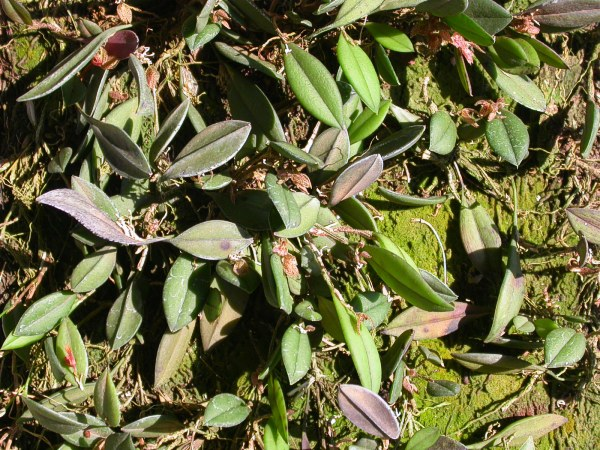
Vista de la planta

## Descripción
Es una de las especies más pequeñas de la sección Acianthera y en sus características se distingue el hecho de su inflorescencia que tiene hasta cuatro pequeñas flores simultáneas. Las flores tienen los labios de color púrpura y moteado y más o menos triangulares, con cuatro grandes marcas moradas en los márgenes.

## Taxonomía
Acianthera bicornuta fue descrita por (Barb.Rodr.) Pridgeon & M.W.Chase y publicado en Lindleyana 16(4): 242. 2001.
Etimología
Ver: Acianthera
bicornuta: epíteto latino que significa "con dos cuernos".
Sinonimia
- Lepanthes bicornuta Barb.Rodr.
- Pleurothallis bicornuta' (Barb.Rodr.) Cogn.	[5][6]